# Tilla-Durieux-Park
Der Tilla Durieux-Park, benannt nach der Schauspielerin Tilla Durieux, ist ein öffentlicher Freiraum im Berliner Ortsteil Tiergarten auf dem ehemaligen Gelände des Potsdamer Bahnhofs.

## Lage
Der Park verläuft als 50 Meter schmales Band (davon innen 30 Meter Wiesenfläche) vom Potsdamer Platz nach Süden bis zum Landwehrkanal, zwischen dem Daimler-Areal bzw. der Linkstraße auf der einen und den Park Kolonnaden bzw. der – nach der Schriftstellerin und Journalistin Gabriele Tergit benannten – Gabriele-Tergit-Promenade auf der anderen Seite. Der Park überdeckt auf seiner gesamten Länge von 485 Metern den Tunnel Nord-Süd-Fernbahn, von dem ein Entlüftungsschacht am Nordende in den Park hineinragt. Der Park ist Teil des 40 Kilometer langen Nord-Süd-Weges, der als Wanderweg 5 der 20 grünen Hauptwege Berlins von Nord entlang der Panke nach Süd bis zum Regionalpark Teltow Park führt. Nach Norden bindet der Park an die Grünanlagen am Potsdamer Platz und zum Spreebogenpark am Regierungsviertel an. Nach Süden folgt auf der gegenüberliegenden Seite des Landwehrkanals der Park am Gleisdreieck.

## Baugeschichte
Das Landschaftsarchitekturbüro DS Landschapsarchitecten aus Amsterdam gewann 1995 mit seinen Entwürfen den Architekturwettbewerb „Zwei Parks am Potsdamer Platz“. Neben dem Tilla-Durieux-Park gestaltete das Büro auch den Henriette-Herz-Park. Der Tilla-Durieux-Park wurde am 21. Juni 2003 eröffnet. Die Baukosten betrugen 2,25 Mio. Euro, die Anlage hat eine Fläche von 25.000 m².

## Gestaltung

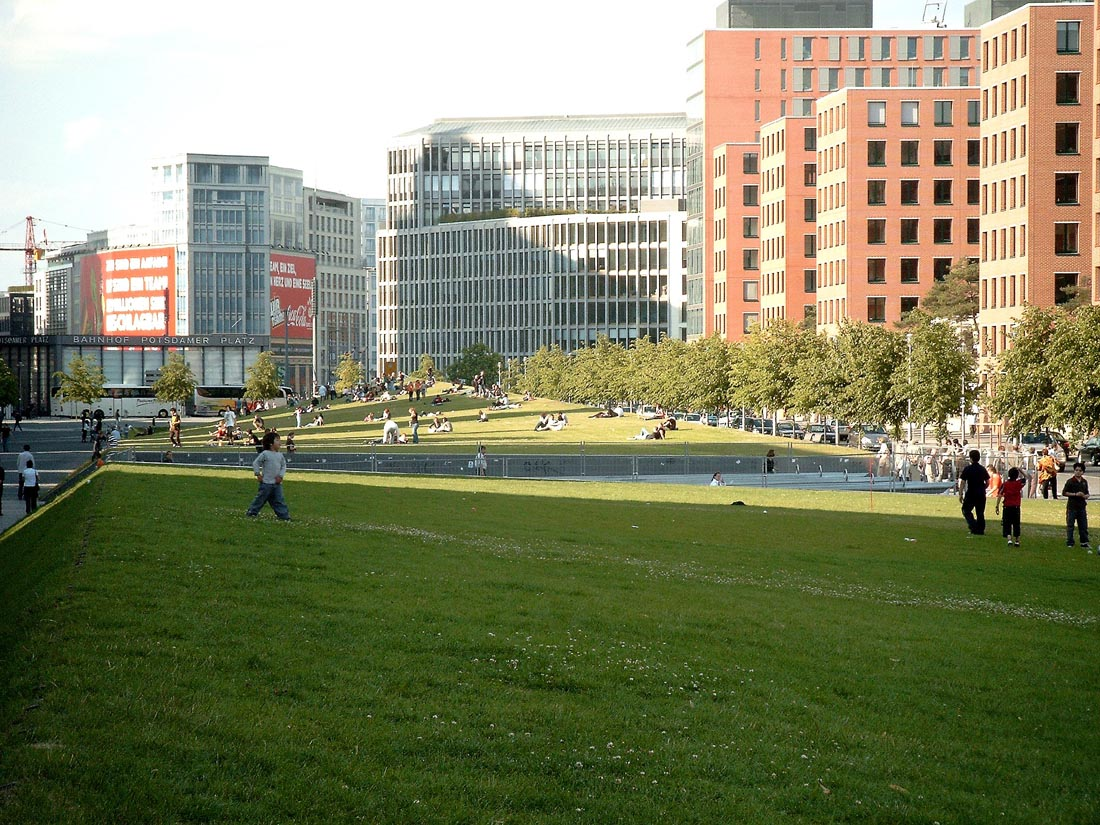
‚Rasenskulptur‘ mit gedrehter Steigung

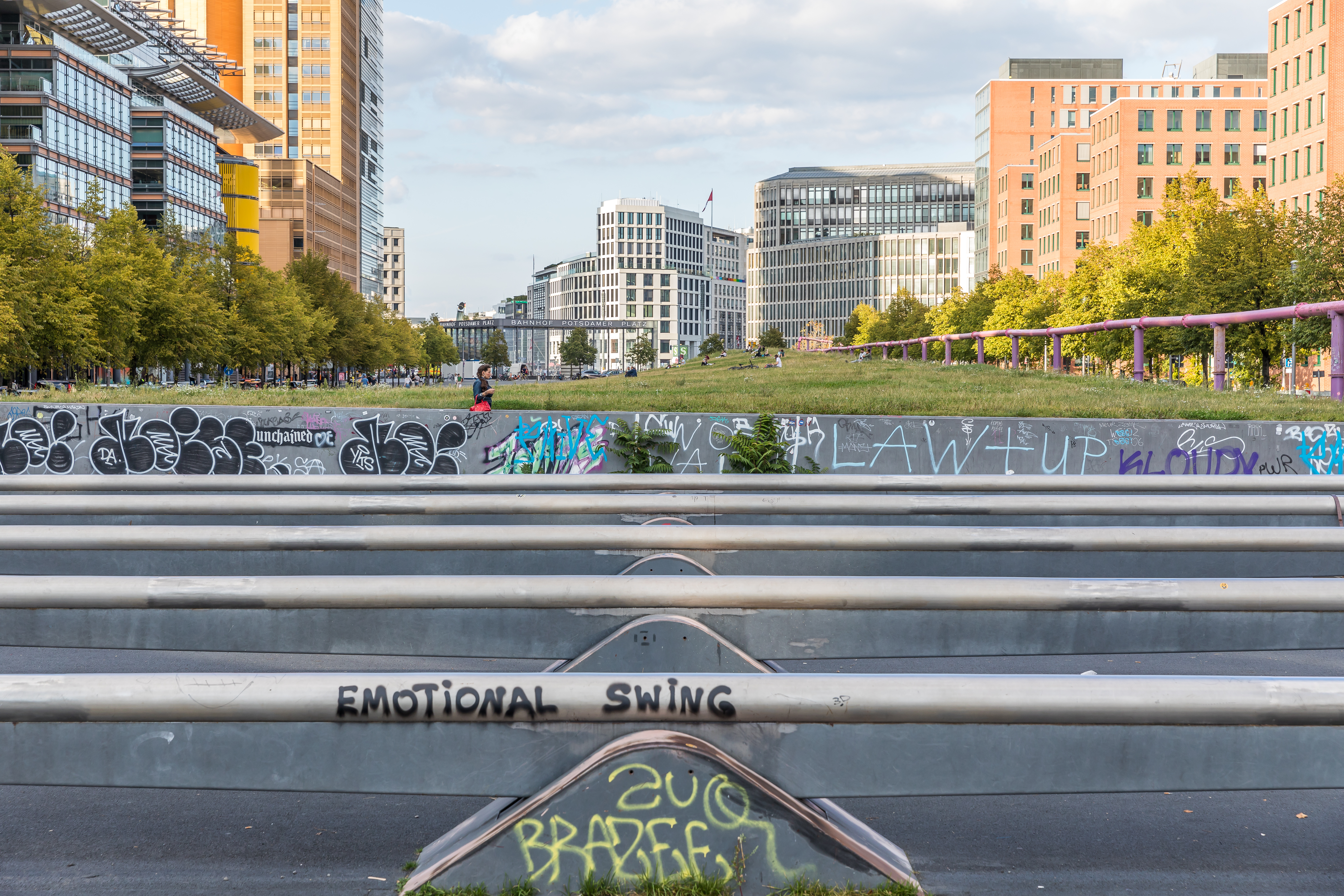
Die fünf Wippen

Der Park besteht im Kern aus zwei schräg ansteigenden Rasenflächen, die zu je einer Seitenallee hin durch Steilböschungen abgegrenzt sind. Die Steigung ist entlang der Längsachse gedreht, sodass die höchsten Punkte der Rasenflächen am südwestlichen und am nordöstlichen Parkende liegen. In einem Einschnitt an der Querachse dieser „Rasenskulptur“ stehen die unten beschriebenen fünf Wippen, auf denen Besucher die Drehung nachvollziehen können. Seitlich befinden sich Promenaden mit Linden.
Diese auch als „überdimensionales Rasenkissen“ bezeichnete Anlage kann als von der Land Art beeinflusste, minimalistische Interpretation der Idee eines Parks mit einem relativ offenen Nutzungskonzept gesehen werden. Das Rasenkissen wird bei gutem Wetter von Berlinern und Touristen gern zum Ausruhen, Sonnenbaden, Rasten und Verweilen genutzt.
Ein Blickfang sind die fünf je rund 22 m langen Aluminium-Wippen im Zentrum des Parks, die auf Pläne des niederländischen Architekten Bruno Doedens zurückgehen. Sie wurden seit ihrer Aufstellung im Jahr 2003 mehrfach durch Unwissenheit (sie sind nur für je zwei Benutzer pro Seite vorgesehen) oder Vandalen unbrauchbar gemacht und sind deshalb 2010 deshalb dauerhaft außer Betrieb genommen worden (fest am Boden fixiert).